# نيقولاي باتورين
نيقولاي باتورين (بالإستونية: Nikolai Baturin)‏ هو كاتب وشاعر إستوني، ولد في 5 أغسطس 1936 في أرومستة ‏ في إستونيا.

## وصلات خارجية
- نيقولاي باتورين على موقع IMDb (الإنجليزية)
- نيقولاي باتورين على موقع ميوزك برينز (الإنجليزية)